# Meeting Hauts-de-France Pas-de-Calais 2021
Das Meeting Hauts-de-France Pas-de-Calais 2021 war ein Leichtathletik-Meeting, welches am 9. Februar 2021 im französischen Liévin stattfand. Die Veranstaltung war Teil der World Athletics Indoor Tour 2021 und zählte zu den Gold-Meetings, der höchsten Kategorie dieser Serie. Veranstaltungsort des Hallenwettkampfes war die Arena Stade Couvert.
Die Äthiopierin Gudaf Tsegay brach über 1500 Meter mit 3:53,09 min den sieben Jahre alten Hallenweltrekord von Genzebe Dibaba. Ihr Landsmann Getnet Wale verpasste über 3000 Meter in 7:24,98 min dahingegen den Weltrekord von Daniel Komen um 0,08 s. Ähnlich erging es dem US-amerikanischen Weltmeister Grant Holloway, dem über die 60 Meter Hürden in 7,32 s zwei Hundertstelsekunden zur Marke von Colin Jackson fehlten. Halleneuroparekord lief der Norweger Jakob Ingebrigtsen über 1500 Meter in 3:31,80 min und der für Bahrain startenden Winfred Mutile Yavi gelang über die selten gelaufenen 2000 Meter Hindernis mit 5:45,09 min eine Weltbestzeit.

## Ergebnisse

### Männer

#### 60 m
| Platz | Athlet          | Land | Zeit (s) |
| ----- | --------------- | ---- | -------- |
| 1     | Marcell Jacobs  | ITA  | 6,54     |
| 2     | Mike Rodgers    | USA  | 6,60     |
| 3     | Arthur Cissé    | CIV  | 6,61     |
| 4     | Mouhamadou Fall | FRA  | 6,62 PB  |
| 5     | Devin Quinn     | USA  | 6,63     |
| 6     | Amaury Golitin  | FRA  | 6,65     |
| 7     | Ján Volko       | SVK  | 6,67     |
|       | Joris van Gool  | NED  | DSQ      |

#### 800 m (A-Lauf)
| Platz | Athlet                      | Land | Zeit (min) |
| ----- | --------------------------- | ---- | ---------- |
| 1     | Elliot Giles                | GBR  | 1:45,49 SB |
| 2     | Cornelius Tuwei             | KEN  | 1:46,88    |
| 3     | Eliott Crestan              | BEL  | 1:46,93    |
| 4     | Benjamin Robert             | FRA  | 1:47,06    |
| 5     | Andreas Kramer              | SWE  | 1:47,48    |
| 6     | Pierre-Ambroise Bosse       | FRA  | 1:47.81    |
| 7     | Amel Tuka                   | BIH  | 1:48,28    |
| 8     | Álvaro de Arriba            | ESP  | 1:48,67    |
| 9     | Collins Kipruto             | KEN  | 1:51,44    |
|       | Khalid Benmahdi (Pacemaker) | ALG  | DNF        |

#### 800 m (B-Lauf)
| Platz | Athlet                       | Land | Zeit (min) |
| ----- | ---------------------------- | ---- | ---------- |
| 1     | Mariano García               | ESP  | 1:47,28 SB |
| 2     | Mateusz Borkowski            | POL  | 1:47,61    |
| 3     | Baptiste Mischler            | FRA  | 1:47,74    |
| 4     | Gabriel Tual                 | FRA  | 1:47,85 SB |
| 5     | Guy Learmonth                | GBR  | 1:47,94    |
| 6     | Tony van Diepen              | NED  | 1:48,36 PB |
| 7     | Kyle Langford                | GBR  | 1:48,38    |
| 8     | Nicholas Kipkoech            | KEN  | 1:49,20    |
|       | Evans Kipchumba              | KEN  | DNF        |
|       | David Verbrugghe (Pacemaker) | FRA  | DNF        |

#### 1500 m
| Platz | Athlet             | Land | Zeit (min)    |
| ----- | ------------------ | ---- | ------------- |
| 1     | Jakob Ingebrigtsen | NOR  | 3:31,80 WL AR |
| 2     | Marcin Lewandowski | POL  | 3:36,83 SB    |
| 3     | Mohamed Katir      | ESP  | 3:36,89       |
| 4     | Ignacio Fontes     | ESP  | 3:36,89 PB    |
| 5     | Andrew Coscoran    | IRL  | 3:37,20 PB    |
| 6     | István Szögi       | HUN  | 3:37,58       |
| 7     | Jimmy Gressier     | FRA  | 3:38,03 PB    |
| 8     | Simon Denissel     | FRA  | 3:38,23 SB    |
| 9     | Quentin Tison      | FRA  | 3:39,04 PB    |
| 10    | Bethwell Birgen    | KEN  | 3:39,27       |
| 11    | Samuel Tefera      | ETH  | 3:39,27       |
| 12    | Filip Ingebrigtsen | NOR  | 3:40,09       |
|       | Adam Czerwiński    | POL  | DNF           |

#### 3000 m
| Platz | Athlet                     | Land | Zeit (min) |
| ----- | -------------------------- | ---- | ---------- |
| 1     | Getnet Wale                | ETH  | 7:24,98 WL |
| 2     | Selemon Barega             | ETH  | 7:26,10 PB |
| 3     | Lamecha Girma              | ETH  | 7:27,98 PB |
| 4     | Berihu Aregawi             | ETH  | 7:29,24 PB |
| 5     | Birhanu Balew              | BRN  | 7:37,99    |
| 6     | Tadese Worku               | ETH  | 7:41,06    |
| 7     | Mike Foppen                | NED  | 7:42,55 NR |
| 8     | Djilali Bedrani            | FRA  | 7:46,52 SB |
| 9     | Jonas Raess                | SUI  | 7:47,50 SB |
| 10    | Yassin Bouih               | ITA  | 7:47,98 PB |
| 11    | Adel Mechaal               | ESP  | 7:48,26    |
| 12    | Davis Kiplangat            | KEN  | 7:49,27    |
| 13    | Justus Soget               | KEN  | 7:54,31    |
|       | Abdalaati Iguider          | MAR  | DNF        |
|       | Mounir Akbache (Pacemaker) | FRA  | DNF        |
|       | Vincent Keter (Pacemaker)  | KEN  | DNF        |
|       | Boaz Kiprugut (Pacemaker)  | KEN  | DNF        |

#### 60 m Hürden
| Platz | Athlet          | Land | Zeit (s)   |
| ----- | --------------- | ---- | ---------- |
| 1     | Grant Holloway  | USA  | 7,32 WL AR |
| 2     | Wilhem Belocian | FRA  | 7,52       |
| 3     | Paolo Dal Molin | ITA  | 7,55 SB    |
| 4     | Aaron Mallett   | USA  | 7,57 SB    |
| 5     | Damian Czykier  | POL  | 7,59 SB    |
| 6     | Jarret Eaton    | USA  | 7,60       |
| 7     | Michael Obasuyi | BEL  | 7,67       |
| 8     | Kevin Mayer     | FRA  | 7,79       |

#### Stabhochsprung
| Platz | Athlet              | Land | Höhe (m) |
| ----- | ------------------- | ---- | -------- |
| 1     | Armand Duplantis    | SWE  | 5,86     |
| 2     | Christopher Nilsen  | USA  | 5,86     |
| 3     | Renaud Lavillenie   | FRA  | 5,80     |
| 4     | Piotr Lisek         | POL  | 5,74 SB  |
| 5     | Thiago Braz         | BRA  | 5,60     |
| 5     | Ernest John Obiena  | PHI  | 5,60     |
| 7     | Valentin Lavillenie | FRA  | 5,60     |
| 8     | Sam Kendricks       | USA  | 5,60     |
| 9     | Jacob Wooten        | USA  | 5,60     |
|       | Ethan Cormont       | FRA  | NM       |
|       | Matt Ludwig         | USA  | NM       |

#### Weitsprung
| Platz | Athlet                 | Land | Weite (m) |
| ----- | ---------------------- | ---- | --------- |
| 1     | Juan Miguel Echevarría | CUB  | 8,25 WL   |
| 2     | Miltiadis Tendoglou    | GRE  | 8,21 SB   |
| 3     | Thobias Montler        | SWE  | 8,03      |
| 4     | Alexsandro Melo        | BRA  | 7,46      |
| 5     | Yann Randrianasolo     | FRA  | 7,37      |
| 6     | Romeo N’tia            | BEN  | 7,33      |
| 7     | Lester Lescay          | CUB  | 7,30      |
| 8     | Daniel Segers          | BEL  | 7,05      |
|       | Jean-Pierre Bertrand   | FRA  | DNS       |

#### Dreisprung
| Platz | Athlet               | Land | Weite (m) |
| ----- | -------------------- | ---- | --------- |
| 1     | Hugues Fabrice Zango | BUR  | 17,82     |
| 2     | Melvin Raffin        | FRA  | 16,94     |
| 3     | Donald Scott         | USA  | 16,90     |
| 4     | Tobia Bocchi         | ITA  | 16,89 PB  |
| 5     | Alexis Copello       | AZE  | 16,78     |
| 6     | Andreas Pantazis     | GRE  | 15,41     |

### Frauen

#### 60 m
| Platz | Athletin              | Land | Zeit (s) |
| ----- | --------------------- | ---- | -------- |
| 1     | Javianne Oliver       | USA  | 7,10 =SB |
| 2     | Rosângela Santos      | BRA  | 7,17 PB  |
| 3     | Ajla Del Ponte        | SUI  | 7,21     |
| 4     | Dezerea Bryant        | USA  | 7,23     |
| 5     | Jamile Samuel         | NED  | 7,28     |
| 6     | Diana Vaisman         | ISR  | 7,30 NR  |
| 7     | Maja Mihalinec Zidar  | SLO  | 7,38     |
| 8     | Kryszina Zimanouskaja | BLR  | 7,48     |

#### 800 m (A-Lauf)
| Platz | Athletin                            | Land | Zeit (min) |
| ----- | ----------------------------------- | ---- | ---------- |
| 1     | Jemma Reekie                        | GBR  | 2:00,64    |
| 2     | Habitam Alemu                       | ETH  | 2:00,86    |
| 3     | Hedda Hynne                         | NOR  | 2:00,92 NR |
| 4     | Keely Hodgkinson                    | GBR  | 2:01,71    |
| 5     | Lore Hoffmann                       | SUI  | 2:02,15    |
| 6     | Diribe Welteji                      | ETH  | 2:03,37    |
| 7     | Noélie Yarigo                       | BEN  | 2:04,14 SB |
|       | Eglay Nafuna Nalyanya (Pacemakerin) | KEN  | DNF        |

#### 800 m (B-Lauf)
| Platz | Athletin                    | Land | Zeit (min) |
| ----- | --------------------------- | ---- | ---------- |
| 1     | Joanna Jóźwik               | POL  | 2:02,97    |
| 2     | Nadia Power                 | IRL  | 2:03,84    |
| 3     | Angelika Cichocka           | POL  | 2:03,88    |
| 4     | Lovisa Lindh                | SWE  | 2:04,60    |
| 5     | Renée Eykens                | BEL  | 2:06,20    |
| 6     | Naomi Korir                 | KEN  | 2:06,66    |
| 7     | Emily Tuei                  | KEN  | 2:06,81    |
|       | Souliath Saka (Pacemakerin) | BEN  | DNF        |

#### 1500 m
| Platz | Athletin                          | Land | Zeit (min) |
| ----- | --------------------------------- | ---- | ---------- |
| 1     | Gudaf Tsegay                      | ETH  | 3:53,09 WR |
| 2     | Laura Muir                        | GBR  | 3:59,58 NR |
| 3     | Melissa Courtney-Bryant           | GBR  | 4:04,79 PB |
| 4     | Elise Vanderelst                  | BEL  | 4:05,71 NR |
| 5     | Hanna Klein                       | GER  | 4:06,86 PB |
| 6     | Esther Guerrero                   | ESP  | 4:07,72 SB |
| 7     | Edinah Jebitok                    | KEN  | 4:11,87    |
| 8     | Solange Pereira                   | ESP  | 4:17,11 SB |
|       | Josephine Kiplangat (Pacemakerin) | KEN  | DNF        |
|       | Hirut Meshesha (Pacemakerin)      | ETH  | DNF        |

#### 3000 m
| Platz | Athletin                    | Land | Zeit (min) |
| ----- | --------------------------- | ---- | ---------- |
| 1     | Lemlem Hailu                | ETH  | 8:32,55 WL |
| 2     | Sifan Hassan                | NED  | 8:33,62    |
| 3     | Beatrice Chepkoech          | KEN  | 8:34,21 PB |
| 4     | Fantu Worku                 | ETH  | 8:37,84 SB |
| 5     | Tsigie Gebreselama          | ETH  | 8:38,20 PB |
| 6     | Beatrice Chebet             | KEN  | 8:42,76    |
| 7     | Gloria Kite                 | KEN  | 8:44,51    |
| 8     | Maureen Koster              | NED  | 8:49,63    |
| 9     | Alice Finot                 | FRA  | 8:53,00 PB |
| 10    | Gesa Felicitas Krause       | GER  | 8:55,25    |
| 11    | Quailyne Jebiwott Kiprop    | KEN  | 8:57,70    |
| 12    | Sara Benfares               | FRA  | 9:01,43 PB |
|       | Michelle Finn (Pacemakerin) | IRL  | DNF        |

#### 60 m  Hürden
| Platz | Athletin          | Land | Zeit (s) |
| ----- | ----------------- | ---- | -------- |
| 1     | Nadine Visser     | NED  | 7,91 SB  |
| 2     | Christina Clemons | USA  | 7,91     |
| 2     | Nooralotta Neziri | FIN  | 7,91 NR  |
| 4     | Tobi Amusan       | NGR  | 7,99     |
| 5     | Luca Kozák        | HUN  | 8,06 SB  |
| 6     | Taliyah Brooks    | USA  | 8,07     |
| 7     | Luminosa Bogliolo | ITA  | 8,17     |
| 8     | Anne Zagré        | BEL  | 8,22     |

#### 2000 m Hindernis
| Platz | Athletin              | Land | Zeit (min) |
| ----- | --------------------- | ---- | ---------- |
| 1     | Winfred Mutile Yavi   | BRN  | 5:45,09 WB |
| 2     | Maruša Mišmaš Zrimšek | SLO  | 5:48,71    |
| 3     | Fancy Kipkoech        | KEN  | 6:10,11    |
| 4     | Mercy Chepkurui       | KEN  | 6:10,99    |
| 5     | Alexa Lemitre         | FRA  | 6:15,35 SB |

#### Stabhochsprung
| Platz | Athletin             | Land | Höhe (m) |
| ----- | -------------------- | ---- | -------- |
| 1     | Holly Bradshaw       | GBR  | 4,73     |
| 2     | Katerina Stefanidi   | GRE  | 4,63 SB  |
| 3     | Iryna Schuk          | BLR  | 4,63     |
| 4     | Anicka Newell        | CAN  | 4,50     |
| 5     | Tina Šutej           | SLO  | 4,50     |
| 6     | Eleni-Klaoudia Polak | GRE  | 4,50     |
| 7     | Angelica Moser       | SUI  | 4,50     |
| 8     | Michaela Meijer      | SWE  | 4,35     |
| 8     | Alysha Newman        | CAN  | 4,35     |
|       | Margot Chevrier      | FRA  | NM       |

#### Kugelstoßen
| Platz | Athletin            | Land | Weite (m) |
| ----- | ------------------- | ---- | --------- |
| 1     | Auriol Dongmo       | POR  | 19,18     |
| 2     | Christina Schwanitz | GER  | 18,93     |
| 3     | Raven Saunders      | USA  | 18,66 SB  |
| 4     | Fanny Roos          | SWE  | 18,51     |
| 5     | Chase Ealey         | USA  | 17,67     |
| 6     | Melissa Boekelman   | NED  | 16,93     |